# Podlesie (powiat wałbrzyski)
Podlesie – wieś  w Polsce, położona w województwie dolnośląskim, w powiecie wałbrzyskim, w gminie Walim
Wieś leży poniżej Szerzawy w Górach Czarnych.
Do 2023 r. miejscowość była częścią wsi Olszyniec.
W latach 1975–1998 miejscowość administracyjnie należała do województwa wałbrzyskiego.
Przez Podlesie przebiega żółty znakowany szlak pieszy z Jedliny-Zdrój do zamku Grodno. Pobyt Fryderyka II podczas trzeciej wojny śląskiej i odpoczynek w miejscowej karczmie upamiętnia Żelazna Lipa – żeliwny odlew stojącej niegdyś pod zajazdem lipy, 